# Radiata

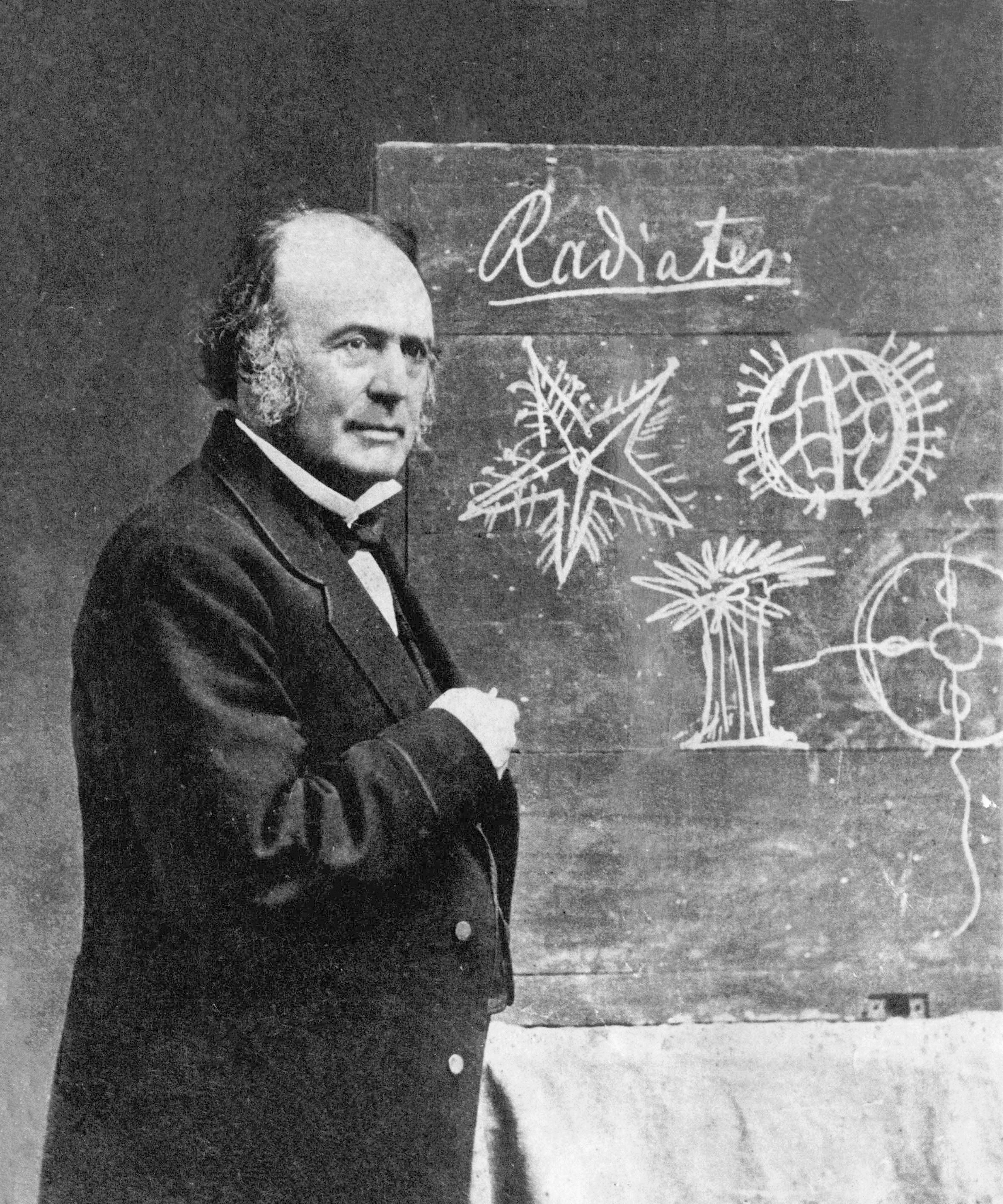
Dierkundige Louis Agassiz in 1870, met tekeningen van diersoorten die destijds tot de Radiata werden gerekend

Radiata is een historische taxonomische groep waartoe radiaal symmetrisch gebouwde dieren werden gerekend. Radiata vormen volgens de huidige fylogenetische opvattingen geen monofyletische groep, waardoor de rang niet langer wordt geaccepteerd. De morfologische overeenkomsten tussen de vertegenwoordigers die ooit werden gezien als rechtvaardiging van het taxon, zoals radiale symmetrie, zijn het resultaat van onvolledige waarnemingen en van convergente evolutie, en geen indicatie van een gemeenschappelijke voorouder.
In het begin van de 19e eeuw verenigde Georges Cuvier de ribkwallen (Ctenophora) en neteldieren (Cnidaria) in de Radiata. Lange tijd bleef deze indeling in zwang. In 1983 definieerde fylogeneticus Thomas Cavalier-Smith de Radiata als onderrijk bestaande uit Myxozoa, Placozoa, Cnidaria en Ctenophora. Later stelde evolutiebioloog Lynn Margulis voor om Radiata weer alleen Cnidaria en Ctenophora te laten omvatten.
Erkenning van de groep Radiata maakte het mogelijk om het dierenrijk in te delen in twee hoofdlijnen: Radiata (alzijdig symmetrische dieren) en Bilateria (tweezijdig symmetrische dieren). Lichaamssymmetrie kent vele uitzonderingen en is geen robuust criterium om basale fylogenie mee vast te stellen. Stekelhuidigen hebben bijvoorbeeld een vijfstralige symmetrie, maar hun larvestadium is wel tweezijdig symmetrisch. Genetische analyses wijzen dan ook op verwantschap met de Bilateria. Anderzijds hebben sommige bloemdieren (zoals Nematostella), die normaal gesproken radiaal symmetrisch zijn, een secundaire tweezijdige symmetrie geëvolueerd.